# Xaver
Xaver [ˈksaːvɐ] ist ein seit dem 16. Jahrhundert aufgekommener männlicher Vorname.

## Herkunft und Bedeutung des Namens

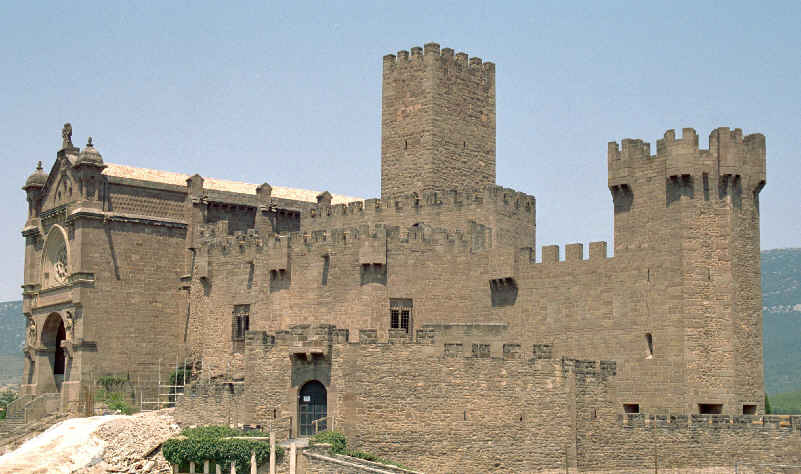
Burg Javier (Rekonstruktion)

Der Vorname Xaver spaltete sich im Laufe der Zeit als eigenständiger Vorname aus dem Herkunftsnamen des als Heiligen verehrten Franz Xaver (in besagtem Sinne eigentlich: Franz von Xavier) ab. Dieser verwendete (wie seinerzeit oft üblich) als Familiennamen den Namen seiner Geburtsstätte Burg Javier in der spanischen Provinz Navarra.
Der Name des Schlosses und der dazugehörigen Gemeinde ist baskischen Ursprungs (aus bask. etxe ‚Haus‘ und berri ‚neu‘; also ‚Neuhaus‘). Im 16. Jahrhundert wurde der Name noch Xavier geschrieben, aber [ʃa'βjɛr], später [χa'βjɛr] ausgesprochen. Diese ältere Schreibung mit dem anlautenden X- wurde ins Deutsche übernommen, ohne dass man jedoch auch die alt-spanischen Aussprachen übernommen hätte; das X- des fremden Namens wird demnach so ausgesprochen wie ein einheimisches deutsches X.
Da der heilige Franz (von) Xaver wie Ignatius von Loyola ein typischer Heiliger der Gegenreformation ist, wurde der Doppel-Vorname Franz-Xaver lange Zeit nur von Katholiken verwendet.

## Namenstag
- 3. Dezember – Hl. Franz Xaver (Francisco de Xavier)

## Namensträger

### Xaver
- Xaver (Rapper), deutscher Rapper
- Xaver Bayer (* 1977), österreichischer Schriftsteller
- Xaver Bernauer (1768–1831), deutscher Orgelbauer
- Xaver Fischer (Theologe) (1837–1921), Schweizer christkatholischer Theologe
- Xaver Fischer (Musiker) (* 1972), deutscher Keyboarder und Jazzmusiker
- Xaver Fuhr (1898–1973), deutscher Maler
- Xaver Gmelch (1899–1976), deutscher Motorradrennfahrer
- Xaver Hohenleiter (1788–1819), Anführer einer Räuberbande im Gebiet des Dreiländerecks Österreich, Schweiz, Deutschland
- Xaver Hutter (* 1976), österreichischer Schauspieler
- Xaver Imfeld (1853–1909), Schweizer Ingenieur-Topograf
- Xaver Kurmann (* 1948), Schweizer Radrennfahrer
- Xaver Marnitz (1855–1919), deutsch-baltischer Propst und evangelischer Märtyrer (Gedenktag im Evangelischen Namenkalender: 30. Januar)
- Xaver Mönch (1843–1907), deutscher Orgelbauer
- Xaver Scharwenka (1850–1924), polnisch-deutscher Komponist und Pianist
- Xaver Schlager (* 1997), österreichischer Fußballspieler
- Xaver Schwarzenberger (* 1946), österreichischer Kameramann und Regisseur
- Xaver Steifensand (1809–1876), deutscher Kupfer- und Stahlstecher, Zeichner und Illustrator
- Xaver Terofal (1862–1940), deutscher Schauspieler und Theaterleiter
- Xaver Unsinn (1929–2012), deutscher Eishockeyspieler und -trainer
- Xaver Zembrod (* 1966), deutscher Fußballspieler und -trainer

Xaver heißt auch der Titelheld in der bayerischen Filmkomödie Xaver und sein außerirdischer Freund.

### Franz Xaver
→ siehe Franz Xaver (Vorname)

## Varianten
- englisch: Xavier
- französisch: Xavier
  - korsisch: Saveriu
- irisch: Savy
- italienisch: Saverio
  - latinisiert: Xaverius
- litauisch: Ksaveras
- polnisch: Ksawery
- portugiesisch: Xavier
  - galizisch: Xabier

- spanisch: Javier, Diminutiv: Javi
  - baskisch: Xabier, Diminutiv: Xabi
- katalanisch: Xavier, Diminutiv: Xavi

Weibliche Varianten sind Xavia, Xaviera, Zavia (englisch) und Javiera (spanisch).

## Verbreitung
- In Deutschland: Vor allem in Bayern gebräuchlich, sonst selten